# De Bataaf (Herzele)
De Bataaf, Watermolen 's-Heerenmeersen of 's Heerenmeersenmolen is een voormalige watermolen in de Oost-Vlaamse plaats Herzele, gelegen aan de Molenstraat 60 op de grens met Woubrechtegem.
Deze bovenslagmolen op de Molenbeek-Ter Erpenbeek fungeerde als korenmolen en tijdelijk ook als oliemolen en zwingelmolen.
Het sluiswerk van de bovenslagmolen is nog gedeeltelijk aanwezig in de Molenbeek; het vervallen ijzeren bovenslagrad bleef ook bewaard. Er is een horecazaak gevestigd.

## Geschiedenis
In 1380 was al sprake van een watermolen op deze plaats welke toen, evenals de (wind-)Molen Te Rullegem, door krijgsgeweld werd verwoest. De water- en de windmolen, beide eigendom van de heren van Herzele, werden gewoonlijk gezamenlijk verpacht.
In de loop van de 18e eeuw was er ook een oliemolen in bedrijf.
Tijdens de Franse tijd werd de molen onteigend en in 1803, samen met de windmolen, verkocht aan baron Josse Clemmen de Peteghem. Tijdens de 19e eeuw, tot 1872, was er ook een zwingelmolen in bedrijf. Tot omstreeks 1940 bleef de molen, die twee raderen bezat, in werking.
In 1962 kwam de molen aan Dirk Sikkel Kooijman en deze wilde op het molenterrein een soort recreatieterrein exploiteren dat de naam De Bataaf kreeg omdat Dirk uit Noord-Nederland kwam.
In 1974 brandde het molenhuis af. Er werd een restaurant gebouwd dat eveneens de naam De Bataaf kreeg. Slechts een deel van het sluiswerk bleef bewaard.
- Inventaris van het Bouwkundig Erfgoed (Vlaanderen): 8945